# Swedish House Mafia
Swedish House Mafia er en svensk dj-trio bestående af Axwell, Steve Angello og Sebastian Ingrosso. Gruppen blev officielt dannet i 2008, men havde mange år forinden lavede musik sammen, bl.a. med deres gode svenske ven Eric Prydz, alle bosiddende i Stockholm. Prydz valgte dog at gå sin egen vej med en solokarriere, mens de andre dannede Swedish House Mafia.
Den 24. juni 2012 annoncerede gruppen, at de ville gå fra hinanden. Derefter tog de på en afskedsturné One Last Tour, hvor de solgte over en million billetter til 50 koncerter verden over. Bl.a. i Danmark, hvor de i november spillede for over 10.000 mennesker i et udsolgt Forum i København. Deres sidste koncert var ved Ultra Music Festival i Miami den 24. marts 2013. Derefter dannede Axwell og Sebastian Ingrosso duoen Axwell Λ Ingrosso, mens Steve Angello fortsatte som solist. Den 25. marts 2018 blev gruppen gendannet med en overraskelseskoncert på Ultra Music Festival. Få måneder senere annoncerede gruppen så officielt, at de forbliver sammen og ville arrangere en reunion-turné.
I juli 2021 udgav de deres første single i ni år, It Gets Better. Denne single skulle vise sig at være en helt ny start for Swedish House Mafia, der tydeligvis havde skiftet spor, både lyd- og genremæssigt. Den blev efterfulgt af Lifetime tre dage senere før man senere på året lavede et opsigtsvækkende samarbejde med popstjernen The Weeknd og udgav singlen Moth to a Flame.
Den 15. april 2022 udgav trioen deres første studiealbum nogensinde. Det er på trods af, at de tre har lavet musik sammen siden 2005. Albummet hedder Paradise Again og består af 17 sange.

## Historie

### Før 2008
Før Swedish House Mafia officielt blev dannet i 2008, havde Axwell, Steve Angello og Sebastian Ingrosso alle optrådt som solo dj's i slut-90'erne og start-00'erne. Angello og Ingrosso er barndomsvenner fra Stockholm. De mødte hinanden omkring 6-års alderen, da de begge spillede ishockey. Efterfølgende begyndte de begge at interessere sig for musik, og har siden da samarbejdet under flere forskellige kunstnernavne, herunder Buy Now!, Fireflies, General Moders, Mode Hookers, Outfunk og The Sinners. I start-00'erne stødte Angello og Ingrosso ofte på deres svenske dj-kolleger Axwell og Eric Prydz, hvorefter de fire begyndte at lave musik sammen. Og netop Eric Prydz var, sammen med de tre andre, med til at forme det, der i dag hedder Swedish House Mafia. Prydz valgte dog solokarrieren, og de tre andre fortsatte som gruppe.

### 2009–2010:Until One
Gruppens første produktion udkom i 2007, nemlig nummeret "Get Dumb", produceret i samarbejde med Laidback Luke. Igen i 2009 teamede de op med Laidback Luke og producerede hittet "Leave the World Behind" med vokalerne af Deborah Cox. Ingen af sangene blev udgivet under navnet Swedish House Mafia, men med solisternes individuelle navne. Sidstnævnte sang kom dog med på gruppens første album, Until One.
Den 2. maj 2010 udgav Swedish House Mafia deres første officielle single, "One". Sangen fik hurtigt stor succes i hele verden og nåede bl.a. en placering som nummer 7 på den britiske hitliste. Efterfølgende lavede gruppen en vokalversion med Pharrell Williams og omdøbte sangen "One (Your Name)". Deres næste single, "Miami 2 Ibiza", med Tinie Tempah, blev udgivet den 1. oktober 2010. Den nåede helt op på en 4. plads på den britiske hitliste. Begge singler kom med på gruppens første album, "Until One", der blev udgivet den 25. oktober 2010. Albummet er et såkaldt compilation album med blot to sange fra Swedish House Mafia. Resten er et virvar af sange fra de tre dj's som solister, samt remixes af andre sange.

### 2010:Take Onedokumentar
Den 29. november 2010 udgav Swedish House Mafia deres første dokumentar kaldet Take One. Filmen er optaget over to år, herunder 253 shows i 15 lande med svenske Christian Larson som instruktør. Dokumentaren starter med Swedish House Mafia i studiet med Laidback Luke, hvor de arbejder på "Leave the World Behind". Det hele slutter ved Ultra Music Festival i 2010, hvor gruppen spiller der første officielle single "One" for første gang.

### 2011–2012:Until Now
I maj 2011 udgav Swedish House Mafia singlen "Save the World" med John Martin på vokalerne. Sangen blev hurtigt et hit og opnåede bl.a. placeringer som nummer 10 i Storbritannien og nummer 4 i Sverige. Senere på året den 16. december udgav de singlen Antidote i samarbejde med Knife Party og senere deres solo-hit "Greyhound" den 12. marts 2012. Deres sidste og mest succesfulde hit "Don't You Worry Child", ligeledes med John Martin på vokalerne, blev udgivet den 14. september 2012. Sangen blev nummer 1 i Australien, Sverige og Storbritannien, såvel som den kom i top-10 i de fleste andre lande. Den samme måned annoncerede gruppen udgivelsen af deres andet kompilationsalbum Until Now, der senere skulle forme soundtracket til deres turné, One Last Tour. Albummet bestod af ti sange, herunder de fire ovennævnte, de to singler fra Until One, tre individuelle singler fra gruppens medlemmer, samt et remix af Coldplays "Every Teardrop Is a Waterfall". I deluxe-udgaven finder man 22 sange, herunder sange fra flere forskellige kunstnere og DJs. Until Now blev udgivet den 22. oktober 2012, præcis to år efter udgivelsen af det første kompilationsalbum, Until One. Albummet gik i top-20 i flere forskellige lande i Europa, Nordamerika og Oceanien, herunder nummer 3 i Sverige, såvel som nummer 1 på den britiske og irske albumliste. Until Now er siden da blevet certificeret med Guld i Australien og Platin i Storbritannien og Sverige.

### 2012–2013: Opløsning og One Last Tour
Den 24. juni 2012 annoncerede gruppen via deres hjemmeside, at deres kommende turné ville blive deres sidste og skrev denne meddelelse: "Today we want to share with you, that the tour we are about to go on will be our last. We want to thank every single one of you that came with us on this journey. We came, we raved, we loved" De offentliggjorde først tre shows, hvorefter den sidste del af turnéen blev offentliggjort i august. I et interview med magasinet Rolling Stone angående gruppen opløsning, sagde Angello, at "vi havde nået et punkt, hvor vi ikke vidste, hvad vores næste skridt skulle være," og at "vi var kommet meget, meget langt." Dertil sagde Angello, at han ville fokusere på at udvikle sit eget brand, Size Records.

### 2018–2019: Comeback
Efter fem års opløsning dukkede Swedish House Mafia pludselig op med en surprise-koncert ved Ultra Music Festival i Miami. Præcis fem år forinden stod de på samme scene til deres ellers sidste koncert som Swedish House Mafia. Rygterne havde allerede kørt nogle uger forinden, da festivalarrangørerne havde annonceret en hemmelig kunstner, der ville lukke festivalen, samtidig med, at Swedish House Mafia pludselig igen blev aktive på de sociale medier. Derfor var det et spændt publikum, der mødte op ved festivalen i Miami, og som til stor jubel kunne erkende, at rygterne talte sandt: Swedish House Mafia var tilbage.

### 2019: Save the World Reunion Tour
Som følge af gruppens comeback i marts 2018, annoncerede de på et pressemøde den 22. oktober 2018, at de ville tage på en verdensturné i 2019 med start i Tele2 Arena i Stockholm den 2. maj. Turnéen fik navnet Save the World Reunion Tour og omfattede 16 koncerter i 13 forskellige lande, heriblandt Danmark, hvor de den 29. juni spillede deres fjerde koncert på turnéen som hovednavn på Tinderbox i Odense. Undervejs måtte gruppen dog aflyse to koncerter, i Seoul og Helsinki, grundet tekniske problemer og stjålet udstyr.

## Medlemmer

### Nuværende

#### Axwell (2008–2013; 2018–nu)
Axel Christofer Hedfors (født 18. december 1977), bedre kendt som Axwell, er født i Lund i det sydlige Sverige. Senere hen flyttede han til Stockholm, hvor han mødte Steve Angello og Sebastian Ingrosso til adskillige dj-arrangementer. De tre lærte hinanden at kende og formerede senere gruppen Swedish House Mafia. Han har også udgivet musik med Sebastian Ingrosso som Axwell Λ Ingrosso, Steve Angello som Sunfreakz og Supermode og Eric Prydz som Axer.
Han var rangeret som nummer 12 på DJ Magazines Top 100 DJ Poll i 2011. Axwell debuterede som solist mest singlen "Feel the Vibe" i 2004. Siden da har han lavet hits som "I Found U", "Center of the Universe", "Together", "Nobody Else", "Barricade", samt et remix af Ivan Gough og Feenixpawls monsterhit fra 2012 "In My Mind", som han også var medproducer på og som blev udgivet via Axwells eget pladeselskab, Axtone Records. Han begyndte sin karriere ved at remixe sange af andre artister. Hans første officielle remix blev udgivet i 2000. Nogle af hans mest kendte remixes er heriblandt: Ushers "Burn", Room 5's "Make Luv", Clipse & Faith Evans' "Ma, I Don’t Love Her", Stonebridges "Put 'em High", N*E*R*Ds single "Maybe", og senest Hard-Fis "Hard to Beat", Deep Dishs "Dreams", Pharrells "Angel", Nelly Furtados "Promiscuous" and Madonnas "Jump".

#### Steve Angello (2008–2013; 2018–nu)
Steven Patrik Josefsson Fragogiannis (født 22. november 1982), bedre kendt som Steve Angello, er født i Athen i Grækenland, men flyttede som ganske ung med sin familie til Stockholm i Sverige. Han var rangeret som nummer 23 på DJ Magazines Top 100 DJ Poll i 2011. Angello startede egentlig som hip-hop, men da han mødte sin barndomsven Sebastian Ingrosso, blev han introduceret til elektronisk musik, hvilket han forelskede sig i og som han dyrker i dag. Første gang han lyttede til elektronisk musik fik han en "musikalsk orgasme", som han beskrev. Herefter begyndte han og Ingrosso at udgive musik sammen under en masse kunstnernavne, herunder Buy Now!, Fireflies, General Moders, Mode Hookers, Outfunk og The Sinners. Derudover har han også udgivet med Axwell som Sunfreakz og Supermode, samt Eric Prydz som A&P Project. I sin lange karriere har han også periodevist udgivet musik i samarbejde med store navne som David Guetta, Laidback Luke, Matisse & Sadko, Dimitri Vangelis & Wyman, Pusha T og The Presets, samt hans lillebror Antoine Josefsson, med kunstnernavnet AN21.
Angello udgav sin første solo-single "Voices" i 2003 og har siden da udgivet adskillige store hits, heriblandt "Show Me Love", "Knas", "Payback", "Children of the Wild", "Remember" og "Nothing Scares Me Anymore". Han har i alt udgivet to solo-studiealbums, Wild Youth fra 2016, der nåede en placering som nummer fire på den amerikanske dance hitliste og Human fra 2018. Alle hans albums og singler er udgivet via hans egets pladeselskab, Size Records.

#### Sebastian Ingrosso (2008–2013; 2018–nu)
Sebastian Carmine Ingrosso (født 20. april 1983) er født i Stockholm og har italienske rødder. Han var rangeret som nummer 26 på DJ Magazines Top 100 DJ Poll i 2011 og som nummer 18 igen i 2013. Han vandt prisen som den højest rangeret nye dj på listen i 2009. En pris, der kun tidligere er overgået af Deadmau5 med en 11. plads i 2008.
Ingrosso udgav sin første single i 2001 med Steve Angello under kunstnernavnet Outfunk. Han og Angello har udgivet adskillige singler under forskellige kunstnernavn de efterfølgende år. Hans første officielle single under sit eget navn kom først i 2004. Derudover har han også efter tiden med Swedish House Mafia i 2013, udgivet musik med Axwell under kunstnernavnet Axwell Λ Ingrosso. Udover samarbejdet med sine to Swedish House Mafia-kolleger, har han også udgivet musik med store navne som David Guetta, Alesso, Laidback Luke, Tommy Trash og Dirty South. Ingrosso er især kendt for sine to monsterhits "Calling (Lose My Mind)" og "Reload", der henholdsvis er gået tre og to gange platin på den svenske hitliste.

### Tidligere

#### Eric Prydz (2008)
Eric Sheridan Prydz (født 19. juli 1976) er nok bedst kendt for sit monsterhit "Call on Me" fra 2004. Han producerede musik med de øvrige tre medlemmer af Swedish House Mafia mange år før gruppens officielle dannelse i 2008. Prydz valgte dog solokarrieren. Han har derudover også produceret musik med Axwell under navnet Axer og med Steve Angello under navnet A&P Project.

## Diskografi
- Paradise Again (2022)

## Turnéer
- Take One Tour (2009–2010)
- One Last Tour (2012–2013)
- Save the World Reunion Tour (2019)
- Paradise Again World Tour (2022)